# Richard Kaselowsky (Unternehmer, 1921)
Richard Kaselowsky Junior (* 29. September 1921 in Bielefeld; † 11. März 2002 ebenda) war ein deutscher Unternehmer und Sammler von Spielkarten.

## Leben
Sein Vater war der Industrielle Richard Kaselowsky (1888–1944), seine Mutter war Ida, geborene Meyer, die Witwe Rudolf Oetkers (1889–1916). Weiterhin war er der Halbbruder Rudolf-August Oetkers.
Richard Junior wurde im Zweiten Weltkrieg durch einen Unterleibsschuss schwer verwundet.
Mit dem Tod Caroline Oetkers 1945 gehörten sowohl Ursula Oetker als auch Rudolf-August Oetker 45 % des Unternehmens Dr. August Oetker KG. Richard Kaselowsky Junior hielt 10 %.
Sein Vater hatte in seinem Testament bestimmt, dass Rudolf August zwar das Erbe mit seiner Schwester Ursula teilen müsse, ihm aber die Möglichkeit offengelassen, seiner Schwester ihren Anteil auszuzahlen. Seinem Halbbruder Richard Kaselowsky hatte Oetker schon frühzeitig sein Erbe ausgezahlt.
Kaselowsky junior durfte sich von den Unternehmen des Konzerns eines aussuchen. Er wählte die E. Gundlach AG (später Gundlach Holding), Bielefeld, an der er im Jahre 1949 die Mehrheit übernahm und in der er Mitglied des Vorstandes wurde.
1950 wurde die „Bielefelder Spielkarten Gesellschaft mit beschränkter Haftung“ in Bielefeld als Tochterunternehmen der E. Gundlach AG gegründet.
Kaselowskys sammelte historische und internationale Spielkarten; 1952 erwarb er bzw. die Bielefelder Spielkarten GmbH eine Spielkartensammlung von Werner Jakstein. 1954 wurde bekannt, dass die Bielefelder Spielkarten GmbH eine der größten Spielkartensammlung der Welt besitzt und die Stadt Bielefeld ein Museum dafür plante.
Nach der Gründung des Vereins „Deutsches Spielkarten-Museum in Bielefeld“ am 16. Oktober 1954 wurde das Deutsche Spielkarten-Museum am 9. Januar 1955 eröffnet.
1959 wandelte er die E. Gundlach AG in eine Kommanditgesellschaft um und wurde somit persönlich haftender Gesellschafter. Ein Jahr später folgte die Druckerei Gebr. Klingenberg GmbH in Detmold.
1963 stiftete er den Preis der deutschen Schallplattenkritik. Seine Bielefelder Verlagsanstalt verlegte damals unter anderem die Zeitschrift Fono Forum.
Mit dem Verkauf der Bielefelder Spielkarten GmbH 1972 an die Vereinigte Altenburger und Stralsunder Spielkarten-Fabriken Aktiengesellschaft in Leinfelden wurde auch die Spielkartensammlung verkauft. Seine Sammlung, die zum Schluss 110.000 Spielkarten aus über 3.500 Spielen beinhaltete, befindet sich nun im Deutschen Spielkartenmuseum in Leinfelden.
1995 übergab Richard Kaselowsky den Beiratsvorsitz an seine Tochter Ingeborg von Schubert.